# بمبديون إيبيري
بمبديون إيبيري (الاسم العلمي:Bembidion ibericum) هو نوع من الحشرات يتبع جنس البمبديون من فصيلة الخنافس الأرضية.